# Peperomia meridana
Peperomia meridana är en pepparväxtart som beskrevs av Truman George Yuncker. Peperomia meridana ingår i släktet peperomior, och familjen pepparväxter. Inga underarter finns listade i Catalogue of Life.